# Testosteron
Testosterón je androgen (moški spolni hormon), ki ga izločajo intersticijske celice v modih pod vplivom luteotropina. Uravnava rast in razvoj moških spolovil, spermatogenezo (razvoj semenčic), je odgovoren za sekundarne spolne znake, deluje anabolno. Nahajamo ga pri sesalcih, plazilcih, ptičih in drugih vretenčarjih. Pri sesalcih primarno sicer nastaja v modih pri samcih, vendar se proizvaja tudi v jajčnikih samic, majhne količine pa se izločajo tudi iz nadledvičnic.

## Funkcije
Pri moških igra testosteron ključno vlogo pri razvoju moških spolovil, kot so moda in obsečnica, nastanku sekundarnih spolnih znakov, na primer prirast mišične mase, kosti ter rast dlak po telesu. Nadalje je pomemben za ohranjanje zdravja in dobrega počutja ter pri preprečevanju osteoporoze.

## Biokemija

### Biosinteza
Kot drugi steroidni hormoni tudi testosteron nastaja iz holesterola. Prva stopnja biosinteze zajema oksidativno cepitev stranske verige holesterola, ki poteče s pomočjo encima CYP11A; s tem se odstrani 6 ogljikovih atomov in nastane pregnenolon. V naslednji stopnji se v endoplazemskem retikulumu odstranita nadaljnja dva ogljikova atoma s pomočjo encima CYP17A in nastane steroidna struktura z 19 ogljiki. Nadalje se z encimom 3-β-HSD oksidira 3-hidroksilna skupina in se tvori androstenedion. V poslednjem in hitrost omejujočem koraku se keto-skupina na 17. ogljikovem atomu androstenediona reducira s 17-β hidroksisteroid-dehidrogenaza in nastane testosteron.
Največji delež testosterona (> 95 %) se pri moških tvori v modih. V veliko manjših količinah se tvori tudi pri ženskah, in sicer v jajčnikovih celicah teke in v posteljici, pri obeh spolih nastaja pa tudi v mrežasti plasti (retikularni coni) nadledvičnice in celo v koži. V modih nastaja v Leydigovih (intersticijskih) celicah. Sertolijeva celica|Sertolijeve celice v modih potrebujejo testosteron za tvorbo semenčic. Kot večina hormonov se testosteron po telesu prenaša po krvi, kjer je večidel vezan na plazemsko beljakovino, imenovano spolne hormone vežoči globulin.

### Uravnavanje
Pri moških se večina testosterona sintetizora v Leydigovih celicah v modih. Število Leydigovih celic uravnavata luteinizirajoči hormon (LH) in folikle spodbujajoči hormon (FSH). Nadalje na količino testosterona, proizvedenega v obstoječih Leydigovih celicah, vpliva LH tudi preko uravnavanja izražanja encima 17-β hidroksisteroid-dehidrogenaze.
Količina sintetiziranega testosterona se urvanava preko t. i. hipotalamo-hipofizo-testikularne osi (glejte sliko na desni).. Ko raven testosterona v krvi pade, se v hipotalamusu sprosti gonadotropin sproščajoči hormon, ki spodbudi možganski privesek (hipofizo), da sprosti LH in FSH. Le-ta pa spodbujata moda (testise), da sintetizirajo testosteron. Ko krvna raven testosterona naraste, se preko negativne povratne zanke zavre izločanje gonadotropin sproščajočega hormona iz hipotalamusa in FSH/LH iz možganskega priveska.
Okolijski dejavniki, ki vplivajo na ravni holesterola:
- Z izgubo maščobe se pri moških poveča maskulinost, saj maščobne celice proizvajajo encim aromatazo, ki pretvarja moški spolni hormon testosteron v ženski spolni hormon estradiol.[13]
- Hormon vitamin D v količini 400–1000 i. e. (10–25 µg) poviša raven testosterona.[14]
- Pomanjkanje cinka znižuje koncentracijo testosterona v telesu,[15] vendar pa prekomerni vnos cinka nima vpliva na njeno porast.[16]
- Magnezij naj bi glede na študije povečal njegovo izločanje.
- S starostjo se znižujejo ravni testosteronna.[17]
- Hipogonadizem
- Spanje REM povišuje ravni holesterola ponoči.[18]
- Trening moči poviša koncentracijo testosterona.[19]
- Učinkovino v sladkem korenu, glicirizinsko kislino povezujejo z znižanjem ravni testosterona, vendar ne gre za statistično značilno razliko.[20] Novejše raziskave pa kažejo na znatno znižanje ravni testosterona po zaužitju sladkega korena pri ženskah.[21]
- Naravni ali sintetični antiandrogeni, na primer v metinem čaju, znižujejo koncentracije testosterona.[22][23][24]

### Presnova
Okoli 7 % testosterna se reducira do 5α-dihidrotestosterona (DHT) s citokromskim encimom P450 5α-reduktazo, ki se obsežno izraža v moških spolnih organih in lasnih mešičkih. Okoli 0,3 % se pretvori v estradiol s pomočjo encima aromataze (CYP19A1), ki se izraža v možganih, jetrih in maščevju.
Dihidrotestosteron je bolj potenten od izhodnega testosterona, medtem ko ima estradiol povsem nasprotne učinke (testosteron povzroča maskulinizacijo, estradiol pa feminizacijo). Tetsosteron in dehidrotestosteron se naposled deaktivirata z encimi, ki hidroksilirajo ogljike na položajih 6, 7, 15 ali 16.